# Columbina
Columbina Spix, 1825 è un genere di uccelli della famiglia Columbidae.

## Tassonomia
Comprende le seguenti specie:
- Columbina inca (Lesson, 1847) - tortora inca
- Columbina squammata (Lesson, 1831) - tortora squamata
- Columbina passerina (Linnaeus, 1758) - tortorina comune
- Columbina minuta (Linnaeus, 1766) - tortorina pettounicolore
- Columbina buckleyi (P.L.Sclater & Salvin, 1877) - tortorina dell'Ecuador
- Columbina talpacoti (Temminck, 1810) - tortorina rossiccia
- Columbina picui (Temminck, 1813) - tortorina picui
- Columbina cruziana (Prévost, 1842) - tortorina gracchiante
- Columbina cyanopis (Pelzeln, 1870) - tortorina occhiblu